# 鶴見坦
鶴見坦（つるみだん）は、福島県郡山市に所在する町丁である。郵便番号は963-8861。

## 地理
郡山市役所本庁所管地域である市街中心部に属する。北で豊田町、東で麓山、池ノ台、南東で深沢、南で菜根、西で開成とそれぞれ隣接する。中心市街地西部に位置し、住居表示が実施されている。福島県道6号郡山湖南線以南、南北に通る内環状線や東西に通る文化通り沿線の区画を主な範囲とし、文化通りの北側に一丁目が、南側に内環状線を境に東に二丁目、西に三丁目が設置されている。幹線道路沿いに店舗や事務所などが立ち並び、それらの裏手に住宅地が広がる。麓山に所在する郡山警察署麓山交番、および堂前町に所在する郡山消防署本署(一・二丁目）、大槻町に所在する郡山消防署針生救急署（三丁目）がそれぞれ管轄にあたる。

## 世帯数と人口
2024年1月1日現在の世帯数と人口は以下の通りである。
| 町丁   | 世帯数    | 人口    |
| ------ | --------- | ------- |
| 鶴見坦 | 1,349世帯 | 2,924人 |

## 小・中学校の学区
市立小・中学校に通う場合、学区は以下の通りとなる。
| 番地 | 小学校           | 中学校                 |
| ---- | ---------------- | ---------------------- |
| 全域 | 郡山市立薫小学校 | 郡山市立郡山第一中学校 |

## 交通

### 道路
- 福島県道6号郡山湖南線
- 一級市道30号荒井八山田線（内環状線）
- 一級市道32号本町開成線（文化通り）

## 施設等
- 郡山市立薫小学校
- 薫地域公民館
- マツモトキヨシ 郡山鶴見坦店
- セブンイレブン 郡山鶴見坦1丁目店
- ローソン 郡山鶴見坦三丁目店
- ジョイフル 郡山鶴見坦店
- 日産プリンス福島販売 郡山文化通り店
- 郡山ルーテルキリスト教会
- 鶴見坦公園
- 酒蓋公園
- かおる公園